# Nudochernes gracilipes
Nudochernes gracilipes es una especie de arácnido  del orden Pseudoscorpionida de la familia Chernetidae.

## Distribución geográfica
Se encuentra en la República Democrática del Congo.